# Borgesjön
Borgesjön är en sjö i Munkedals kommun i Bohuslän och ingår i Örekilsälvens huvudavrinningsområde. Sjön har en area på 0,0807 kvadratkilometer och ligger 111,2 meter över havet. Sjön avvattnas av vattendraget Brattöälven.

## Delavrinningsområde
Borgesjön ingår i det delavrinningsområde (650545-126601) som SMHI kallar för Mynnar i Hajumsälven. Medelhöjden är 122 meter över havet och ytan är 55,89 kvadratkilometer. Det finns inga avrinningsområden uppströms utan avrinningsområdet är högsta punkten. Brattöälven som avvattnar avrinningsområdet har biflödesordning 3, vilket innebär att vattnet flödar genom totalt 3 vattendrag innan det når havet efter 35 kilometer. Avrinningsområdet består mestadels av skog (67 procent), öppen mark (11 procent) och jordbruk (17 procent). Avrinningsområdet har 0,96 kvadratkilometer vattenytor vilket ger det en sjöprocent på 1,7 procent.